# جام انگلو-ایتالین

نمایی از کاپ قهرمانی جام انگلو-ایتالین

جام انگلو-ایتالین (ایتالیایی: Coppa Anglo-Italiana، همچنین به عنوان رقابت باشگاه‌های انگلو-ایتالین اینتر-لیگ و از ۱۹۷۶ تا ۱۹۸۶ با عنوان جام رقابت‌های الیتالیا، جام رقابت‌های تالبوت یا یادگار جیجی پروناچه) رقابت فوتبال منحل شده در اروپاست.
این مسابقات بین سال‌های ۱۹۷۰ تا ۱۹۹۶ به صورت متناوب بین باشگاه‌هایی از انگلیس و ایتالیا برگزار شد. این جام را جیجی پروناچه در سال ۱۹۶۹، به دنبال جام اتحادیه انگلو-ایتالین تأسیس کرد. اولین جام انگلو-ایتالین به عنوان یک تورنمنت سالانه از سال ۱۹۷۰ تا ۱۹۷۳ برگزار شد. اولین فینال در همان ابتدای کار، به دلیل خشونت لغو و سویندن تون قهرمان اعلام شد. در طول دوران برگزاری، این مسابقات با خشونت و درگیری هواداران و همچنین بین بازیکنان در زمین شهرت داشت. از سال ۱۹۷۶، این جام به عنوان یک تورنمنت نیمه‌حرفه‌ای بازگشت تا آنکه در سال ۱۹۸۶، بار دیگر منحل شد.
در سال ۱۹۹۲، جام انگلو-ایتالین دوباره به عنوان یک جام حرفه‌ای برای باشگاه‌های سطح دوم راه‌اندازی و جایگزین جام فول ممبرز انگلیس شد. نمایندگان ایتالیا تیم‌های سری بی بودند. این نسخه از جام به مدت چهار فصل تا سال ۱۹۹۶ اجرا شد، تا اینکه به دلیل تداخل با مسابقات دیگر متوقف شد. جام رقابت‌ها، طلایی و به ارتفاع ۲۲-اینچ (۵۶-سانتیمتر) بود که بر روی یک پایه چوبی نصب شده بود.

## تاریخچه

### دوران حرفه‌ای
| سال  | قهرمان          | نایب-قهرمان |
| ---- | --------------- | ----------- |
| ۱۹۷۰ | سویندن تَون      | ناپولی      |
| ۱۹۷۱ | بلک‌پول          | بولونیا     |
| ۱۹۷۲ | رم              | بلک‌پول      |
| ۱۹۷۳ | نیوکاسل یونایتد | فیورنتینا   |

از سال ۱۹۶۷، یک سهمیه از اینتر-سیتیز فیرز کاپ به قهرمان جام اتحادیه لیگ فوتبال تعلق گرفت، اما کوئینز پارک رنجرز به عنوان قهرمان آن فصل از جام اتحادیه، نتوانست وارد مسابقات شود چراکه یوفا در آن زمان اجازه حضور تیم‌های دسته سوم را در رقابت‌های اینتر-سیتیز فیرز کاپ نمی‌داد. زمانی که دو سال بعد همین وضعیت برای سویندن تَون پیش آمد، در ازایش یک مسابقه رفت و برگشتی مقابل قهرمان آن سال کوپا ایتالیا، رم، ترتیب داده شد. با استقبالی که از آن رویداد صورت گرفت، جام اتحادیه انگلو-ایتالین نامیده شد، و به عنوان راهی برای کسب درآمد برای پرداخت دستمزد بازیکنان در طول تعطیلات پایان فصل که به دلیل برگزاری جام جهانی فوتبال ۱۹۷۰ طولانی شده بود، جام انگلو-ایتالین در سال ۱۹۷۰ افتتاح شد.
در اولین دوره، شش تیم انگلیسی و شش تیم ایتالیایی شرکت کردند. این تیم‌ها به سه گروه متشکل از دو تیم انگلیسی و دو تیم ایتالیایی تقسیم شدند. هر پیروزی با امتیاز پاداش داده می‌شد و هر تساوی و هر گل زده با یک امتیاز. فینال با حضور بهترین تیم از هر کشور برگزار شد و در ۲۸ مه ۱۹۷۰ به میزبانی ورزشگاه سن پائولو، سویندن به مصاف ناپولی رفت. تا دقیقه ۶۳، سویندن با نتیجه ۳–۰ پیش بود تا آنکه بازی به آشوب و خشونت کشید. مسابقه متوقف و سپس از دقیقه ۷۹ لغو شد و سویندن را به عنوان قهرمان اولین دوره از این مسابقات اعلام کردند.
در دومین دوره از این مسابقات سال ۱۹۷۱، بلک‌پول و بولونیا بهترین تیم‌های دو کشور بودند و فینال را در ورزشگاه رناتو دال آرا به تاریخ ۱۲ ژوئن ۱۹۷۱ برگزار کردند. پس گرفتن جام برای یک باشگاه ایتالیایی حیاتی بود. پس از ۹۰ دقیقه، نتیجه ۱–۱ شد و بازی به وقت‌های اضافه رفت که طی آن میکی برنز گل پیروزی را برای بلک‌پول به ثمر رساند.
در سال ۱۹۷۲، بلک‌پول مجدداً به فینال راه یافت، اما در دفاع از عنوان قهرمانی ناموفق بود و رم بود که با پیروزی ۳–۱، جام را بالای سر برد. در نسخه سال ۱۹۷۳، دیگر امتیازی به ازای هر گل زده تعلق نمی‌گرفت. در ۳ ژوئن ۱۹۷۳، ورزشگاه آرتمیو فرانکی پذیرای فینال و شاهد پیروزی ۲–۱ نیوکاسل مقابل فیورنتینا بود. به دلیل عدم استقبال، مسابقات ادامه پیدا نکرد، تا آنکه در سال ۱۹۷۶ به عنوان یک رقابت نیمه‌حرفه‌ای دوباره از سر گرفته شد.

### جام نیمه‌حرفه‌ای انگلو-ایتالین
منبع:
| سال  | قهرمان       | نایب-قهرمان |
| ---- | ------------ | ----------- |
| ۱۹۷۵ | ویکم واندررز | مونتسا      |
| ۱۹۷۶ | لچه          | اسکاربرو    |

### جام نیمه‌حرفه‌ای
| سال  | قهرمان       | نایب-قهرمان  |
| ---- | ------------ | ------------ |
| ۱۹۷۶ | مونتسا       | ویمبلدون     |
| ۱۹۷۷ | لکو          | بث سیتی      |
| ۱۹۷۸ | اودینزه      | بث سیتی      |
| ۱۹۷۹ | ساتن یونایتد | کیه‌تی        |
| ۱۹۸۰ | تریستیانا    | ساتن یونایتد |
| ۱۹۸۱ | مودنا        | پول تاون     |
| ۱۹۸۲ | مودنا        | ساتن یونایتد |
| ۱۹۸۳ | کوزنتسا      | پادووا       |
| ۱۹۸۴ | فرانکاویلا   | ترامو        |
| ۱۹۸۵ | پونتدرا      | لیورنو       |
| ۱۹۸۶ | پیاچنزا      | پونتدرا      |

در مارس ۱۹۷۶، جام انگلو-ایتالین به عنوان یک تورنمنت نیمه‌حرفه‌ای با شش شرکت‌کننده از هر دو کشور، مجدداً معرفی شد. فینال با حضور دو تیم ویمبلدون و مونتسا برگزار شد و مونتسا با یک گل پیروز و قهرمان شکست‌ناپذیر این تورنمنت شد. این مسابقات به رقابت‌های جام آلیتالیا تغییر نام داد و برای دو سال بعد، بث سیتی طرف انگلیسی فینال بود اما در سال ۱۹۷۷ به لکو و در سال ۱۹۷۸ به اودینزه جام را باختند.
در سال ۱۹۷۹، هر کشور چهار شرکت‌کننده داشت و ساتن یونایتد، طرف ایتالیایی فینال، چیتی را با نتیجه ۲–۱ شکست داد تا اولین و تنها قهرمان انگلیسی در زمان برگزاری این رقابت‌ها به عنوان یک رقابت نیمه‌حرفه‌ای باشد. ساتن یونایتد در تلاش برای دفاع از عنوان قهرمانی‌اش در سال بعد تا فینال رسید اما تریستیانا ناکامشان گذاشت.
در سال ۱۹۸۱، این مسابقات رقابت‌های جام تالبوت نام گرفت و مودنا قهرمان آن شد. سال بعد به افتخار مردی که مسابقات را پایه‌گذاری کرد، نام مسابقات به یادبود جیجی پروناچی تغییر کرد و تعداد شرکت‌کنندگان به چهار تیم کاهش یافت. فرمت جدید شامل دو نیمه‌نهایی انگلیسی-ایتالیایی بود و این معنی را داشت که فینال لزوماً توسط یک تیم انگلیسی و یک تیم ایتالیایی برگزار نمی‌شد. در فینال آن سال، مودنا با غلبه بر ساتن یونایتد، با موفقیت از عنوان قهرمانی‌اش دفاع کرد. ساتن آخرین تیم انگلیسی بود که به فینال مسابقات در دوران نیمه‌حرفه‌ای‌اش رسید.
هر دو تیم در فینال‌های ۱۹۸۳ تا ۱۹۸۶ ایتالیایی بودند و پس از نسخه سال ۱۹۸۶، مسابقات دیگر برگزار نشد.

### تورنمنت حرفه‌ای
| سال     | قهرمان     | نایب-قهرمان |
| ------- | ---------- | ----------- |
| ۹۳–۱۹۹۲ | کرمونزه    | داربی کَونتی |
| ۹۴–۱۹۹۳ | برشا       | ناتس کونتی  |
| ۹۵–۱۹۹۴ | ناتس کونتی | آسکولی      |
| ۹۶–۱۹۹۵ | جنوا       | پورت ویل    |

در سال ۹۳–۱۹۹۲، این رقابت‌ها به عنوان جایگزینی برای جام فول ممبرز از سر گرفته شد. و تورنمنتی حرفه‌ای برای تیم‌های سطح دوم فوتبال دو کشور ایتالیا و انگلستان بود؛ دسته اول انگلستان که به تازگی تغییر نام داده بود و سری بی در ایتالیا.
نسخه جدید مسابقات با دورهای مقدماتی آغاز شد و ۲۴ تیم انگلیسی در ۸ گروه سه تیمی با هم رقابت کردند. هر تیم یک بار به مصاف دیگر تیم‌های گروه می‌رفت و تیم‌های اول از هشت گروه به رقابت اصلی راه می‌یافتند.
رقابت اصلی شامل دو گروه بود که در هر گروه چهار تیم انگلیسی و چهار تیم ایتالیایی حضور داشتند. هر تیم چهار بازی گروهی در مقابل تیم‌های کشور مقابل انجام می‌داد، سپس، تیم برتر هر گروه از هر کشور در نیمه‌نهایی رقابت می‌کردند؛ یک نیمه‌نهایی تمام انگلیسی و یک نیمه‌نهایی تمام ایتالیایی. فینال یک مسابقه تک‌بازی به میزبانی ومبلی بود.
در فینال ۹۳–۱۹۹۲، کرمونزه با پیروزی ۳–۱ مقابل داربی کَونتی، جام را به ایتالیا برد. در فینال ۱۹۹۴، برشا با غلبه بر ناتس کونتی قهرمانی را به خود اختصاص داد، اما ناتس کونتی یک سال بعد، بار دیگر به فینال رسید و با شکست ۲–۱ آسکولی در فینال ۱۹۹۵ قهرمان شد. فصل ۹۶–۱۹۹۵، آخرین دوره از مسابقات بود و در فینال ۱۷ مارس ۱۹۹۶، جنوا با پیروزی ۵–۲ برابر پورت ویل، آخرین قهرمان این مسابقات شد. از سال ۱۹۹۶ و از آنجا که دو لیگ نتوانستند در مورد تاریخ‌های برگزاری به توافق برسند، رقابت‌ها کنار گذاشته شد.

## شرکت‌کنندگان

### جدول شرکت‌کنندگان و عملکرد بر پایه فصل
| کشور     | باشگاه             | ۱۹۷۰ | ۱۹۷۱ | ۱۹۷۲ | ۱۹۷۳ | ۹۳–۱۹۹۲ | ۹۴–۱۹۹۳ | ۹۵–۱۹۹۴ | ۹۶–۱۹۹۵ |
| -------- | ------------------ | ---- | ---- | ---- | ---- | ------- | ------- | ------- | ------- |
| انگلستان | میدلزبرو           | م.گ. |      |      |      |         | م.گ.    | م.گ.    |         |
| انگلستان | شفیلد ونزدی        | م.گ. |      |      |      |         |         |         |         |
| انگلستان | ساندرلند           | م.گ. |      | م.گ. |      | مقد.    | مقد.    |         |         |
| انگلستان | سویندن تَون         | ق.   | م.گ. |      |      | مقد.    |         | م.گ.    |         |
| انگلستان | وست برومویچ آلبیون | م.گ. | م.گ. |      |      |         | م.گ.    |         | ن.ن.    |
| انگلستان | ولورهمپتون         | م.گ. |      |      |      | مقد.    | مقد.    | م.گ.    |         |
| ایتالیا  | فیورنتینا          | م.گ. |      |      | ن.ق. |         | م.گ.    |         |         |
| ایتالیا  | یوونتوس            | م.گ. |      |      |      |         |         |         |         |
| ایتالیا  | لاتسیو             | م.گ. |      |      | م.گ. |         |         |         |         |
| ایتالیا  | ناپولی             | ن.ق. |      |      |      |         |         |         |         |
| ایتالیا  | رم                 | م.گ. | م.گ. | ق.   | م.گ. |         |         |         |         |
| ایتالیا  | Lanerossi Vicenza  | م.گ. |      | م.گ. |      |         |         |         |         |
| انگلستان | بلکپول             |      | ق.   | ن.ق. | م.گ. |         |         |         |         |
| انگلستان | کریستال پالاس      |      | م.گ. |      | ن.ن. |         | مقد.    |         |         |
| انگلستان | هادرزفیلد تاون     |      | م.گ. |      |      |         |         |         |         |
| انگلستان | استوک سیتی         |      | م.گ. | م.گ. |      |         | م.گ.    | ن.ن.    | م.گ.    |
| ایتالیا  | بولونیا            |      | ن.ق. |      | ن.ن. |         |         |         |         |
| ایتالیا  | کالیاری            |      | م.گ. | م.گ. |      |         |         |         |         |
| ایتالیا  | اینتر میلان        |      | م.گ. |      |      |         |         |         |         |
| ایتالیا  | سمپدوریا           |      | م.گ. | م.گ. |      |         |         |         |         |
| ایتالیا  | هلاس ورونا         |      | م.گ. |      | م.گ. |         |         |         |         |
| انگلستان | بیرمنگام سیتی      |      |      | م.گ. |      | م.گ.    | مقد.    |         | ۱/۴ ن.  |
| انگلستان | کارلایل یونایتد    |      |      | م.گ. |      |         |         |         |         |
| انگلستان | لستر سیتی          |      |      | م.گ. |      | مقد.    | مقد.    |         |         |
| ایتالیا  | آتالانتا           |      |      | م.گ. |      |         |         | م.گ.    |         |
| ایتالیا  | Catanzaro          |      |      | م.گ. |      |         |         |         |         |
| انگلستان | فولام              |      |      |      | م.گ. |         |         |         |         |
| انگلستان | هال سیتی           |      |      |      | م.گ. |         |         |         |         |
| انگلستان | لوتون تاون         |      |      |      | م.گ. | مقد.    | مقد.    |         | م.گ.    |
| انگلستان | منچستر یونایتد     |      |      |      | م.گ. |         |         |         |         |
| انگلستان | نیوکاسل            |      |      |      | ق.   | م.گ.    |         |         |         |
| انگلستان | آکسفورد یونایتد    |      |      |      | م.گ. | مقد.    | مقد.    |         |         |
| ایتالیا  | باری               |      |      |      | م.گ. | ن.ن.    |         |         |         |
| ایتالیا  | کومو               |      |      |      | م.گ. |         |         |         |         |
| ایتالیا  | تورینو             |      |      |      | م.گ. |         |         |         |         |
| انگلستان | وستهام             |      |      |      |      | م.گ.    |         |         |         |
| انگلستان | پورتسموث           |      |      |      |      | م.گ.    | م.گ.    |         |         |
| انگلستان | ترانمره راورز      |      |      |      |      | م.گ.    | مقد.    | م.گ.    |         |
| انگلستان | میلوال             |      |      |      |      | مقد.    | مقد.    |         |         |
| انگلستان | دربی کانتی         |      |      |      |      | ن.ق.    | مقد.    | م.گ.    |         |
| انگلستان | گریمزبی تاون       |      |      |      |      | مقد.    | مقد.    |         |         |
| انگلستان | پیتربورو یونایتد   |      |      |      |      | مقد.    | مقد.    |         |         |
| انگلستان | چارلتون اتلتیک     |      |      |      |      | مقد.    | م.گ.    |         |         |
| انگلستان | بارنزلی            |      |      |      |      | مقد.    | مقد.    |         |         |
| انگلستان | بریستول سیتی       |      |      |      |      | م.گ.    | مقد.    |         |         |
| انگلستان | واتفورد            |      |      |      |      | مقد.    | مقد.    |         |         |
| انگلستان | نوتس کانتی         |      |      |      |      | مقد.    | ن.ق.    | ق.      |         |
| انگلستان | ساوتند یونایتد     |      |      |      |      | مقد.    | ن.ن.    |         | م.گ.    |
| انگلستان | برنتفورد           |      |      |      |      | ن.ن.    |         |         |         |
| انگلستان | کمبریج یونایتد     |      |      |      |      | مقد.    |         |         |         |
| انگلستان | بریستول راورز      |      |      |      |      | مقد.    |         |         |         |
| ایتالیا  | آسکولی             |      |      |      |      | م.گ.    | م.گ.    | ن.ق.    |         |
| ایتالیا  | چزنا               |      |      |      |      | م.گ.    |         | م.گ.    | ن.ن.    |
| ایتالیا  | Cosenza            |      |      |      |      | م.گ.    | م.گ.    |         |         |
| ایتالیا  | کرمونزه            |      |      |      |      | ق.      |         |         |         |
| ایتالیا  | Lucchese           |      |      |      |      | م.گ.    |         |         |         |
| ایتالیا  | پیزا               |      |      |      |      | م.گ.    | م.گ.    |         |         |
| ایتالیا  | رجانا              |      |      |      |      | م.گ.    |         |         | م.گ.    |
| انگلستان | بولتون             |      |      |      |      |         | م.گ.    |         |         |
| انگلستان | ناتینگهام فارست    |      |      |      |      |         | مقد.    |         |         |
| ایتالیا  | Ancona             |      |      |      |      |         | م.گ.    | ن.ن.    | م.گ.    |
| ایتالیا  | برشا               |      |      |      |      |         | ق.      |         | م.گ.    |
| ایتالیا  | پادوا              |      |      |      |      |         | م.گ.    |         |         |
| ایتالیا  | دلفینو پسکارا      |      |      |      |      |         | ن.ن.    |         |         |
| انگلستان | شفیلد یونایتد      |      |      |      |      |         |         | م.گ.    |         |
| ایتالیا  | لچه                |      |      |      |      |         |         | م.گ.    |         |
| ایتالیا  | پیاچنزا            |      |      |      |      |         |         | م.گ.    |         |
| ایتالیا  | اودینزه            |      |      |      |      |         |         | م.گ.    |         |
| ایتالیا  | ونتزیا             |      |      |      |      |         |         | م.گ.    |         |
| انگلستان | ایپسویچ تاون       |      |      |      |      |         |         |         | ۱/۴ ن.  |
| انگلستان | اولدهام اتلتیک     |      |      |      |      |         |         |         | م.گ.    |
| انگلستان | پورت ویل           |      |      |      |      |         |         |         | ن.ق.    |
| ایتالیا  | فوجا               |      |      |      |      |         |         |         | ۱/۴ ن.  |
| ایتالیا  | جنوآ               |      |      |      |      |         |         |         | ق.      |
| ایتالیا  | Perugia            |      |      |      |      |         |         |         | م.گ.    |
| ایتالیا  | سالرنیتانا         |      |      |      |      |         |         |         | ۱/۴ ن.  |

راهنما
| ق. قهرمان رقابت‌ها | ن.ق.نایب قهرمان | ن.ن.حذف از مرحله نیمه نهایی | ۱/۴ ن.حذف از مرحله ۱/۴ نهایی | م.گ.حذف از مرحله گروهی | مقد.حذف از مرحله مقدماتی |

## عملکرد بر پایه کشور
| کشور     | قهرمانی |
| -------- | ------- |
| ایتالیا  | ۱۵      |
| انگلستان | ۶       |

## یادداشت
1. ↑  منابع برای تیم‌های شرکت‌کننده: 1 بایگانی‌شده  در ۱۰ مارس ۲۰۱۰ توسط Wayback Machine2 بایگانی‌شده  در ۲۸ فوریه ۲۰۱۰ توسط Wayback Machine 3 بایگانی‌شده  در ۱۰ اوت ۲۰۱۴ توسط Wayback Machine45 بایگانی‌شده  در ۱۰ اوت ۲۰۱۴ توسط Wayback Machine6 بایگانی‌شده  در ۳۰ آوریل ۲۰۱۰ توسط Wayback Machine 7 بایگانی‌شده  در ۱۸ آوریل ۲۰۱۰ توسط Wayback Machine8 بایگانی‌شده  در ۲۶ فوریه ۲۰۱۰ توسط Wayback Machine